# Skelita Calaveras
Skelita Calaveras é uma calaca do México e uma personagem da franquia de bonecas Monster High , fabricada pela Mattel. Ela fez sua primeira aparição em Monster High Scaris: A Cidade sem Luz, e foi desenvolvida pela designer Natalie Villegas para a franquia de bonecas.  

## Desenvolvimento
Diferente dos demais personagens de Monster High, Skelita não é baseada em um monstro da literatura ou da mitologia grega, em vez disso, suas raízes estão ligadas ao Dia dos Mortos. Desenvolvida por Natalie Villegas, que quando mais nova, não conhecia muito sobre suas heranças mexicanas, desde que viveu a sua vida toda nos Estados Unidos. No entanto, há algum tempo, ela acabou descobrindo sobre as culturas do México, e abraçou todas as histórias vindas de seus antepassados. Ela começou a comemorar o Dia dos Mortos e a participar de todos os fatos da cultura mexicana, se apaixonando por todo este universo, que antes ela não conhecia. Mais tarde, Villegas se formou em designer de moda, e se interessou na franquia Monster High, desenvolvida pela Mattel. Segundo ela, "a franquia se tornou uma ótima oportunidade para designers, que querem mostrar seus trabalhos com liberdade". Em seguida, Villegas começou a desenvolver a personagem, baseada em diversos personagens e símbolos da cultura de seus antepassados. Ela queria que a boneca fosse uma mistura do casual com o moderno, dando a ela o que ela chama de “East L.A. Twist”, uma misturada da cultura norte-americana com a mexicana. A saia de Skelita é baseada em enfeites de papel picado, usados comumente no Dia dos Mortos, o corpete da personagem tem flores, baseadas em enfeites usados em calacas no México, e os sapatos de Skellita são baseados em "huaraches", calçados artesanais mexicanos. Logo depois que o projeto foi terminado, a personagem foi apresentada aos executivos da Mattel, que se mostraram interessados em Skelita, que poucos meses depois, foi anunciada na San Diego Comic-Con International de 2011, junto com demais bonecas de Monster High.  

### Voz
Na dublagem original, a voz de Skelita é da atriz de voz Laura Bailey, que faz a voz de outras personagens como Lagoona Blue e Diretora Sem Cabeça. No Brasil, sua voz é desempenhada pela dubladora Jussara Marques.

## História de monstro

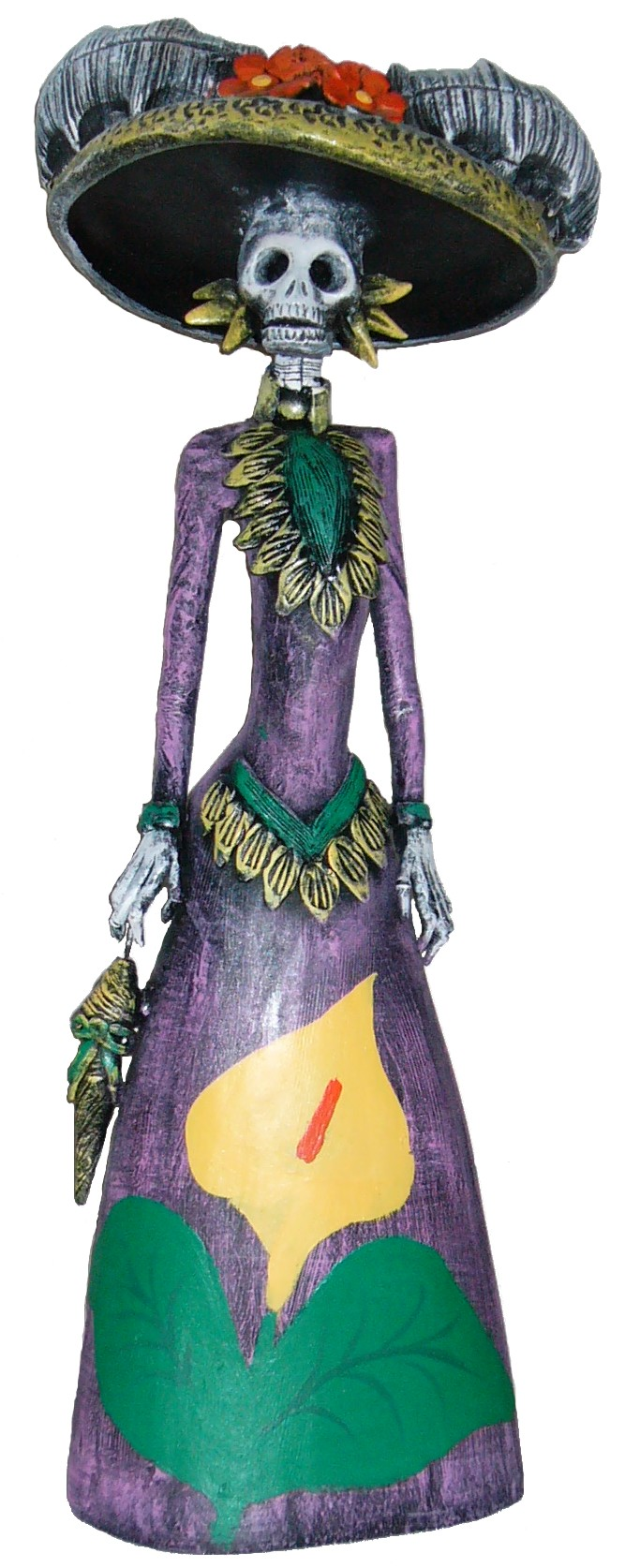
A escultura de uma calaca.

A calaca (expressão coloquial em Espanhol mexicano para esqueleto), também conhecido como pelona, huesuda e patas de cabra, é uma figura de uma caveira ou esqueleto (geralmente humano), usado comumente para o festival do Dia dos Mortos, embora sejam feitas ao longo do ano.  Suas origens podem ser traçadas a partir de imagens do México, aonde geralmente elas são vistam com roupas e flores. Tal como acontece em outros aspectos do festival do Dia dos Mortos, os esqueletos são geralmente retratados como uma fonte de alegria, em vez de números de arrependimento. Eles são freqüentemente mostrados vestindo trajes festivos, dançando e tocando instrumentos musicais para indicar uma vida feliz no futuro. Este aspecto vem diretamente da crença mexicana que nenhuma alma morta gosta de ser lembrada como triste, e que a morte deveria ser um evento feliz. Este, por sua vez, tem raízes nos costumes mexicanos, um dos poucos que se prolongou após a conquista espanhola. 

## Aparições

### Produtos
Skelita é uma personagem muito popular na linha de bonecas. Ela foi lançada em novembro de 2012, na linha Scaris: City of Frights, baseada no filme de mesmo nome. Ela estrelou como uma nova personagem, junto com Jinafire Long. No site Amazon.com, ela ganhou muitos pontos positivos, quase conseguindo cinco estrelas.  Ela também é muito popular na linha de fantasias de Monster High, sendo uma das favoritas atualmente entre as meninas.   Skelita também aparece no livro Ghoulfriends Just Want to Have Fun (no Brasil, nomeado como Monstramigas: Só Querem se Divertir). 

### Websérie
Em 21 de março de 2013, Skelita fez sua primeira aparição na websérie de Monster High, no episódio Scare-itage (nomeado no Brasil como A Herança). No episódio, o professor Hackington pede para os seus alunos, entre os quais Skelita esta, para trazer o seu bem mais precioso para a escola e fazer uma apresentação sobre o assunto. Skelita escolhe para falar sobre o seu colar, que é uma antiga relíquia que tem passado de 'séculos passados ao longo da linha feminina de sua família'. Sua apresentação é tão comovente que até impressiona Heath Burns e Manny Taur. 

### Especiais de TV
Skelita faz sua primeira aparição na franquia Monster High, no filme Monster High Scaris: A Cidade sem Luz, que é o primeiro especial de 2013 lançado na TV. Uma renomada estilista de moda chamada Moanatella resolve convocar três jovens para ganhar novas ideias para seu próximo desfile, entre elas, esta Skelita. Mais tarde, Clawdeen conhece Skelita e Jinafire, que se tornam amigas rapidamente, embora Moanatella informe que só uma delas poderá ganhar. Skelita, em outra parte do filme fala sobre a herança de sua família, para Clawdeen e Jinafire. Ela junto com Jinafire, acreditam que Clawdeen não esta mais sendo original, devido aos atos de Moanatella, que quer transformar o estilo de Clawdeen parecida com o dela mesma. Como Moanatella rouba as ideiais de Clawdeen e prende ela em uma sela, Skelita, junto com os demais personagens de Monster High, se juntam para deter Moanatella.
Ela também faz uma aparição em um mini especial de TV, que serve como bônus para Monster High Scaris: A Cidade sem Luz, aonde todos tentam achar o livro de Clawdeen. No final, ela se junta a Monster High. Em Monster High: 13 Monster Desejos, ela aparece como personagem secundária, sem falas.